# Hector Guimard
Hector Guimard (sinh ngày 10 tháng 3 năm 1867 tại Lyon, Pháp – mất ngày 20 tháng 5 năm 1942 tại New York, Hoa Kỳ) là một kiến trúc sư người Pháp, một đại diện tiêu biểu của trường phái Art nouveau.